# مایزنهایم
شهر مایزنهایم (به آلمانی: Meisenheim) در ایالت راینلند-فالتز در کشور آلمان واقع شده‌است.